# 9 Pułk Lotnictwa Myśliwskiego (LWP)

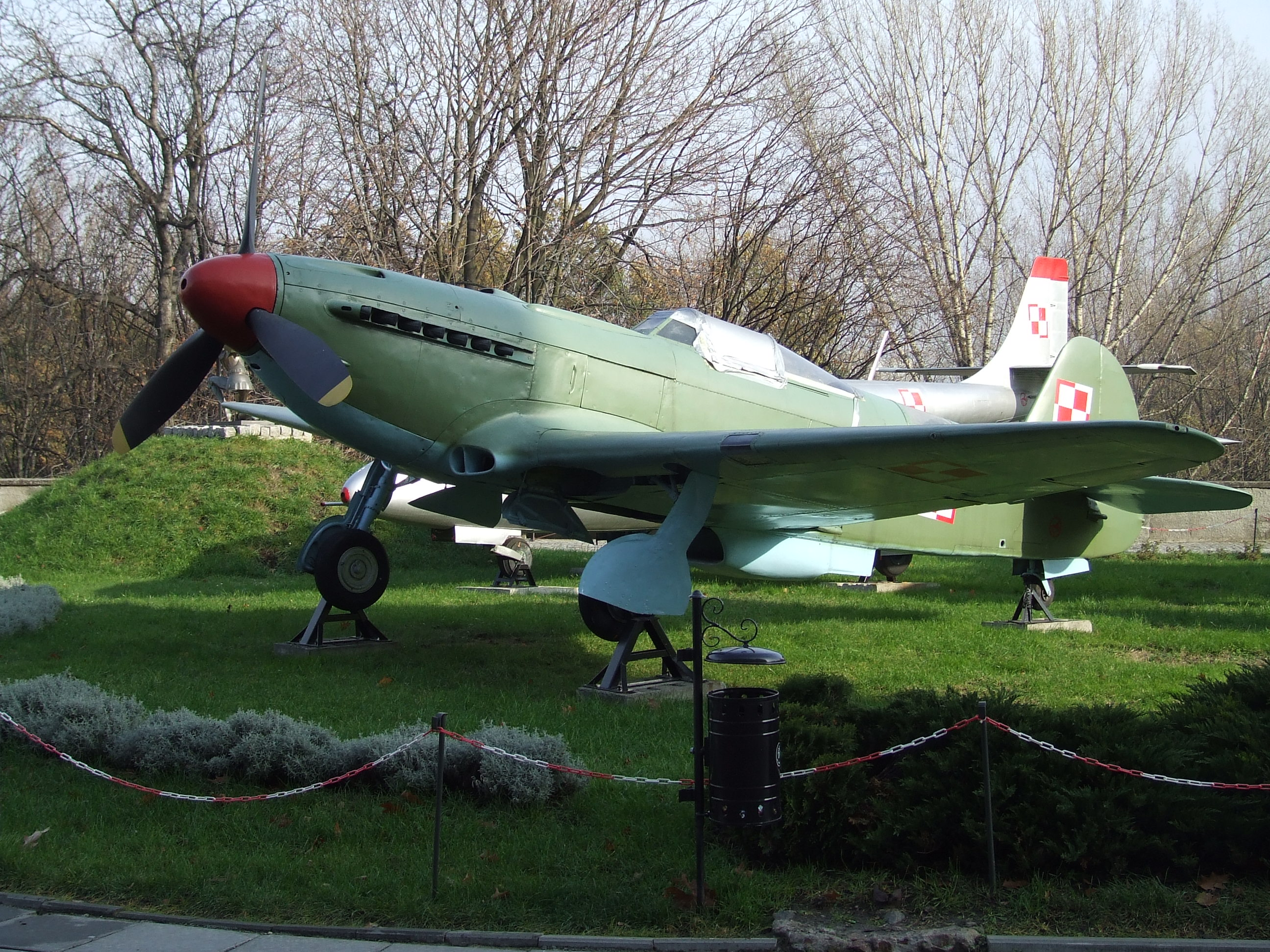
Jak-9

9 Pułk Lotnictwa Myśliwskiego (9 plm) – oddział lotnictwa myśliwskiego ludowego Wojska Polskiego.

## Formowanie i zmiany organizacyjne
W październiku 1944 roku, na bazie radzieckiego 248 Pułku Lotnictwa Myśliwskiego z 16 Armii Lotniczej, sformowano na lotnisku w Krasnogrodzie (ZSRR) 9 Pułk Lotnictwa Myśliwskiego. 
Pułk wszedł w skład 3 Dywizji Lotnictwa Myśliwskiego<.
Na początku marca 1945 roku pułk został przeniesiony na lotnisko w Ułężu, a następnie do Kutna. Do 24 kwietnia pułk zakończył przebazowanie na przyfrontowe lotnisko Kruszwin.
W kwietniu 1945 roku pułk liczył 170 żołnierzy, w tym 70 oficerów, 96 podoficerów i 4 szeregowców. W składzie personelu latającego było 33 pilotów. Na uzbrojeniu było 35 samolotów, w tym 31 Jak-9, 3 Jak-3 oraz jeden Po-2.
Po wojnie pułk rozlokował się na lotnisku w Kutnie. Po kilku tygodniach został przebazowany na lotnisko w Łęczycy. W październiku 1945 roku przeniesiony do Krakowa, a w styczniu 1946 roku do Radomia. 
W styczniu 1946 roku 9 Pułk Lotnictwa Myśliwskiego został rozformowany. Sztandar bojowy dawnego 248 plm wraz z Orderem "Czerwonego Sztandaru" przekazany został do Muzeum Armii Czerwonej.

## Działania bojowe
24 kwietnia 1945 roku wydzielone załogi dokonały oblotu rejonu działań. Osłaniały przeprawy  na Kanale Hohenzollernów w rejonie Hennigsdorfu. W okolicach Birkenwender na wysokości 1500 m grupa myśliwców pułku zauważyła cztery samoloty typu Fw 190, które uchyliły się od walki powietrznej.
26 kwietnia pułk osłaniał loty bojowe 6 plsz i atakował transporty kolejowe na stacji Lōwenberg. W tym dniu wykonano 52 loty bojowe. W następnym dniu myśliwce ubezpieczały samoloty szturmowe 6 i 8 plsz oraz atakowały zgrupowania wojsk niemieckich w okolicach Dechtow i Hackenberg. Wieczorem pułk przeniósł się na lotnisko Griinthal i bazował wspólnie z 6 plsz. 
29 kwietnia pułk działał w strefie: Kremmen, Fęhrbellin, Pessin, Paaren. Ubezpieczał działania 6 plsz, który atakował kolumny na drodze Protzen - Walchow. W tym dniu wykonał  43 loty bojowe. 
Do ostatnich zadań w operacji berlińskiej samoloty startowały już z lotniska Schwante.
Dzień 3 maja był ostatnim dniem działań bojowych 9 plm. Pułk ubezpieczał działania bojowe 6 pułku lotnictwa szturmowego, który atakował nieprzyjaciela w rejonie Kuhlhausen, Jederitz i Neukamern (w gminie Havelberg).
Ogółem 9 Pułk Lotnictwa Myśliwskiego wykonał w operacji berlińskiej 216 lotów bojowych. Piloci nie mieli okazji stoczenia walki powietrznej z samolotami przeciwnika. Na skutek działań utracono 2 samoloty. Strat w ludziach nie było.

## Obsada personalna pułku
- dowódca pułku - ppłk Wasyl Bodraszow
- zastępcą do spraw polityczno-wychowawczych

ppłk Sybircow
kpt. Siemionow
- szef sztabu - ppłk Połkaczew
- nawigator pułku - mjr Koliagin
- pomocnik dowódcy pułku do spraw strzelania powietrznego - kpt. Wasyl Kuźniecow